# Magnolia doltsopa
Espèce
Statut de conservation UICN

 DD  : Données insuffisantes
Magnolia doltsopa est une espèce de plantes à fleurs de la famille des Magnoliaceae. C'est un arbre originaire de l'est de l'Himalaya et du nord-est de l'Inde.

## Description
La forme de la plante varie. Elle peut apparaître sous la forme d'un grand buisson ou sous celle d'un arbre pouvant atteindre 30 mètres de haut.
Le bois est fragrant.

## Répartition et habitat
C'est un arbre originaire de l'est de l'Himalaya (Népal, Bhoutan) et du nord-est de l'Inde (Meghalaya).